# Сан-Лоренцо-ин-Миранда
Сан-Лоренцо-ин-Миранда (итал. Chiesa di San Lorenzo in Miranda) — христианская церковь, расположенная в Риме, на Римском форуме, встроенная в руины античного храма Антонина и Фаустины.

## История
Древнеримский храм, построенный в 141 году нашей эры и освящённый в честь императора Антонина Пия и его официально обожествлённой супруги Фаустины, не позднее XI века (возможно, уже в VII веке) был обращён в христианскую церковь Святого Лаврентия (San Lorenzo), дьякона, который, согласно легенде, был осуждён здесь в 258 году при императоре Валериане. Согласно тексту хроники «Чудеса города Рима» (Mirabilia Urbis Romae, XI в) название, возможно, возникло от некой Миранды, благодетельницы, лечившей раны святого.
При перестройке большая часть мраморной облицовки была удалена, за исключением лепнины фриза. Предполагается, что глубокие борозды в колоннах пронаоса храма возникли после средневековой попытки разобрать портик с колоннами либо для сполии (материала для вторичного использования), или в попытках удаления колонн языческого храма. Пазы также могли быть использованы для крепления импровизированной крыши над портиком.
Также в средние века с южной стороны главного фасада, обращённого к «Священной дороге» форума, была построена лестница (её ступени сохранились, но они в плохом состоянии и вход в церковь ныне находится с противоположной стороны). Раскопки перед храмом, раскрывшие лестницу, проводились в 1546 году, затем в 1810 году и с перерывами с 1876 до 1902 года. При этом древний уровень оказался примерно на 12 метров глубже существующего.
В 1429—1430 годах папа Мартин V передал церковь «Коллегии аптекарей» (Collegio degli Speziali), которая в то время официально называлась «Universitas Aromatorium». Коллегия до сих пор использует прилегающую к храму здание, в котором находится небольшой музей, в нём, в частности, хранится квитанция на лекарство, выписанная здесь Рафаэлю. Боковые капеллы были возведены позднее. В церкви нет привычной восточной апсиды: её так и не пристроили, чтобы сохранить структурную целостность храма.
В 1536 году к визиту императора Священной Римской империи Карла V три капеллы церкви были демонтированы с целью демонстрации оригинального вида античного храма.
В 1602—1616 годах по проекту архитектора Джакомо делла Порта и под руководством Орацио Торриани производилась реконструкция церкви. Появился новый барочный фасад, главный неф и новые боковые капеллы. Главный алтарь был завершён в 1637 году. В главном алтаре находится картина Пьетро да Кортоны «Мученичество Святого Лаврентия» (1646), а в первой капелле слева «Мадонна с Младенцем и святыми» (1626) работы Доменикино.